# Dmitrij Donský
Dmitrij Ivanovič řečený Donský (rusky Дмитрий Иванович Донской; 12. října 1350 – 19. května 1389) byl kníže moskevský a velkokníže vladimirský. S jeho jménem je spojeno první velké vítězství Rusů nad Tatary v bitvě na Kulikovském poli. Byl kanonizován pravoslavnou církví.

## Boj o veliké knížectví vladimirské
Dmitrij Donský byl synem knížete Ivana II. Ivanoviče, po jehož smrti zdědil moskevský trůn. Bylo mu však teprve devět let, proto mu chán Zlaté hordy neudělil jarlyk na veliké knížectví vladimirské, které získal suzdalský kníže Dmitrij Konstantinovič. Kromě toho byla z jeho držav vyňata Halič a polovina Rostova, které dříve získal jeho děd Ivan I. Kalita. Na počátku Dmitrijovy vlády se tak državy moskevských knížat ztenčily a navrátily téměř k hranici z roku 1327, než se první z nich, Ivan Kalita, stal velikým knížetem vladimirským.
Moskevská regentská vláda za nezletilého Dmitrije, složená z předních představitelů služebných bojarů a především metropolita Alexej, který stál v jejím čele, energicky usilovala o návrat velkoknížecího titulu do Moskvy. To se jí také roku 1362 podařilo, když získala pro Dmitrije jarlyk na veliké knížectví od jednoho z dalších chánů. Dmitrij Konstantinovič se zpočátku nehodlal velkoknížecího stolce vzdát a doufal v novou změnu politických poměrů v Hordě, ale nakonec ustoupil před demonstrací vojenské síly. Moskevské vojsko, vedené nezletilým knížetem, se zmocnilo Vladimiru a nakonec oblehlo soupeře v Suzdalu. Dmitrij Konstantinovič se zřekl velkoknížecí hodnosti a později dokonce požádal v Moskvě o vojenskou pomoc proti svému bratru Borisovi, který zabral nižněnovgorodské knížectví. V letech 1365–1366 se vztahy mezi Moskvou a Dmitrijem, nyní již suzdalsko-nižněnovgorodským knížetem konsolidovaly a mladý moskevský kníže se oženil s Dmitrijovou dcerou Jevdokijí.

## Bitva na Kulikově poli
Po odstranění chána Berdi Bega (1310–1359) roku 1359 se Zlatá horda ocitla v občanské válce a velmi zeslábla. Poměr sil mezi Rusy a Tatary se v této době významně změnil a ruská knížectví začala pomýšlet na ozbrojený odpor. Dmitrij Donský dokázal dvakrát porazit emíra Mamaje, roku 1378 na řece Voži a roku 1380 na Kulikově poli poblíž Donu (odtud přízvisko Donský). Vítězství se stalo významnou morální vzpruhou v boji Rusů proti Tatarům. Dmitrij je využil k zastavení odvádění poplatku, který Moskva Hordě odváděla. Uvolnění však nemělo dlouhého trvání: nový tatarský chán Tochtamiš již roku 1382 dobyl a vyplenil Moskvu a znovu nastolil daňovou povinnost ruských knížectví.
V roce 1386 si Dmitrij podřídil město Novgorod a posiloval svůj vliv i v dalších ruských knížectvích. Ve sjednocování ruských zemí pokračoval jeho syn Vasilij I. Dmitrijevič.

## Závěr života
V roce 1383 došlo k uzavření míru s chánem Tochtamišem, protože Zlatá horda vedla válku s Tímúrovskou říší a boj s Moskvou se pro ni stal nedůležitou podružnou záležitostí. Dmitrij Donský se rozhodl míru využít k vybudování silnější říše a přípravě na nové střetnutí se Zlatou hordou. Na místě vypálených měst nechával stavět nová města, nová opevnění, nové zemědělské usedlosti. Bedlivě sledoval válku mezi Tochtamišem a Timurem a nepřestával shromažďovat síly pro rozhodující střetnutí se Zlatou hordou. Tohoto boje se ale již nedočkal. Na jaře 1389 onemocněl a dne 19. května 1389 o druhé hodině noční zemřel. Pochován byl s velkými poctami v Archandělském chrámu.
Dmitrij zemřel v 38 letech, na vrcholu svých sil. Celý jeho život byl zasvěcen boji za osvobození ruských knížectví od tatarského jha.